# Kisaura hattorii
Kisaura hattorii là một loài Trichoptera trong họ Philopotamidae. Chúng phân bố ở miền Cổ bắc.